# Emma Samms
Emma Samuelson, conocida artísticamente como Emma Samms (Londres, 28 de agosto de 1960) es una actriz británica.

## Biografía
Se formó como bailarina clásica en el Royal Ballet School, pero una lesión de cadera a los 15 años le obligó a retirarse de esa actividad. Decidió entonces dedicarse a la interpretación. 
Su popularidad comenzó con el papel de Holly Sutton Scorpio en la soap opera General Hospital que interpretó en tres etapas distintas: 1982-1985; 1992-1993 y desde 2006. Posteriormente, colaboraría en la serie La isla de Ellis (1984), sobre las circunstancias de los inmigrantes a Estados Unidos en la primera década del siglo XX.
Sin embargo el que posiblemente es su personaje más recordado es el de Fallon Carrington Colby en la serie de los ochenta Dinastía. Samms asumió el papel en 1985, cuando la actriz que previamente lo interpretaba, Pamela Sue Martin, decidió abandonar la serie. Sería, además, una de las principales estrellas del spin off de Dinastía, Los Colby (1985-1987), junto a actores de la talla de Charlton Heston y Barbara Stanwyck. Tras la cancelación de Los Colby, Samms siguió interpretando el personaje, de nuevo en Dinastía, hasta el final de la serie, en 1989.
En los noventa trabajó en el spin off de Melrose Place, llamado Modelos, además de en algunos telefilmes y en la película de ciencia ficción Viaje Terminal. 
Durante un tiempo regresó a su Reino Unido natal, y allí apareció en cuatro episodios de la serie Holby City (2003), de la BBC y en Doctors (2005).